# 정민기 (화가)
정민기(1985년 3월 26일 ~ )는 대한민국의 미술가이다. 세계 최초로 광장과 무대에서 재봉틀로 드로잉 퍼포먼스를 선보였다.

## 전시회 자료

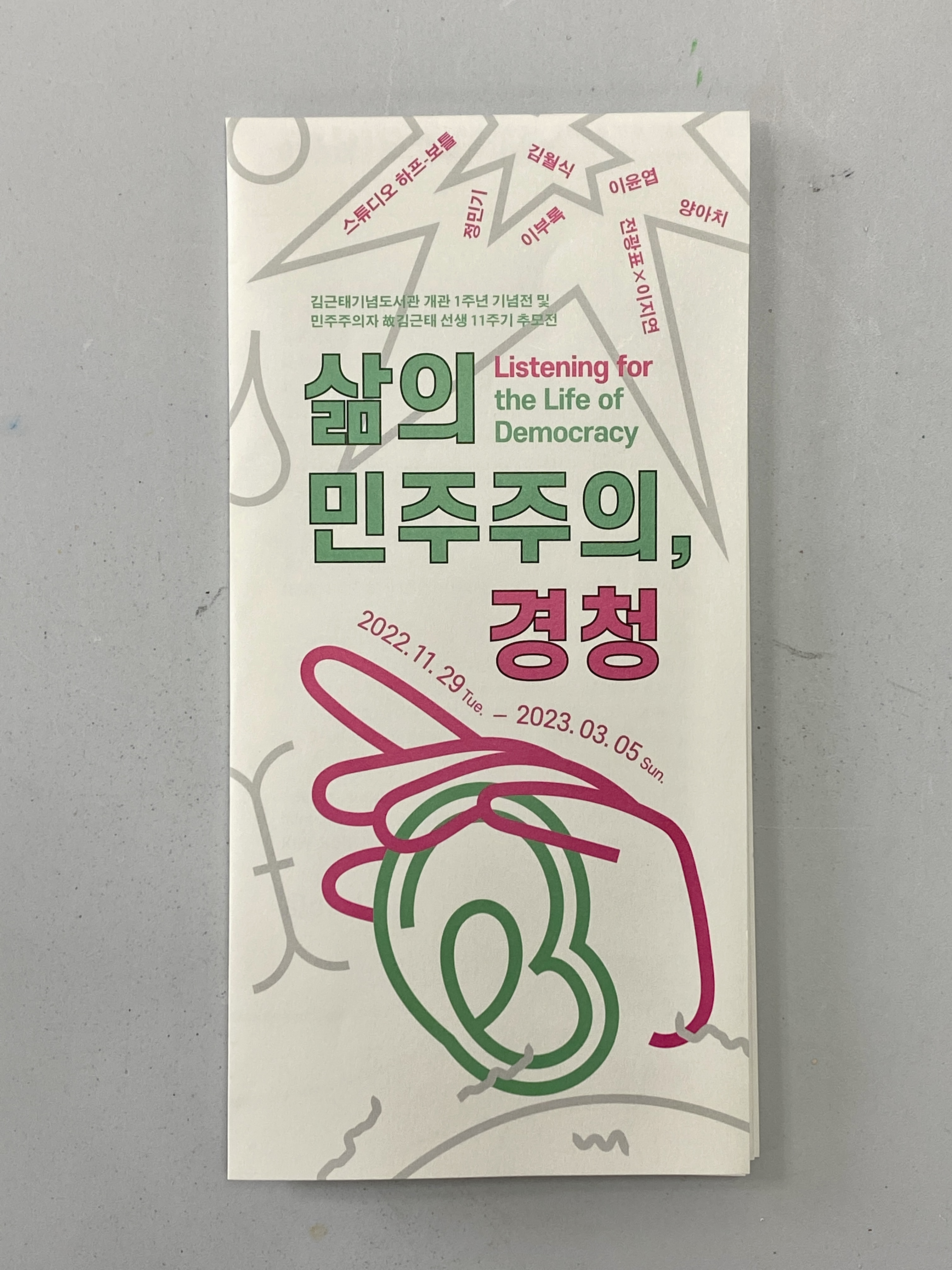
김근태기념도서관 《삶의 민주주의, 경청》展
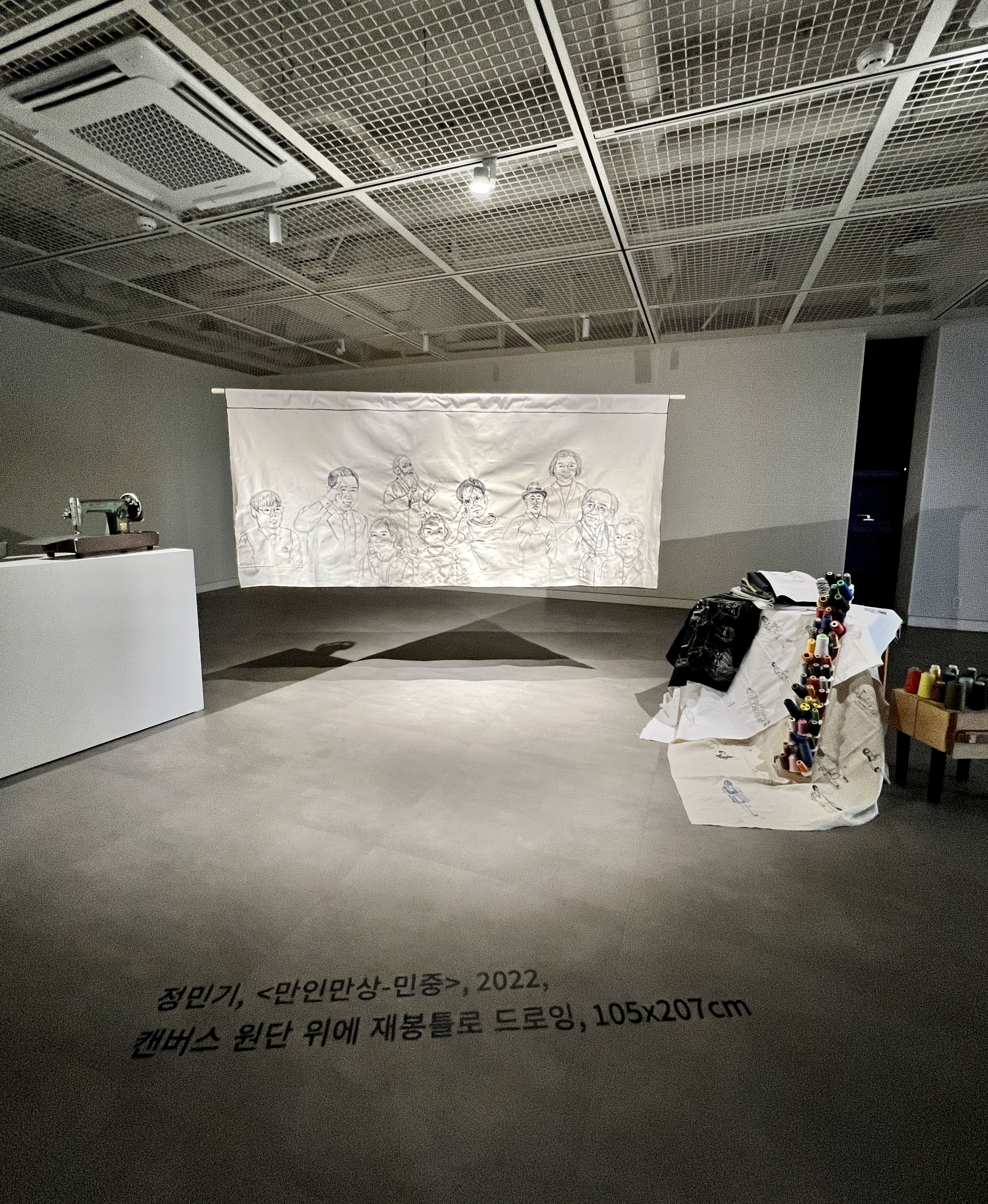
만인만상-민중 2022, 캔버스 원단 위에 재봉틀로 드로잉 105×207cm

## 레지던시
- 2022 이응노의집, 홍성
- 2020 벗이미술관, 용인
- 2016 아미미술관, 당진

## 개인전
- 2022 Shelter from Silence, 이응노의집 (충남 홍성)
- 2022 Rest on a chair, 갤러리 벗이 (경기도 용인)
- 2021 바느질 드로잉 라이브, 26도씨 (충북 청주)
- 2020 모계사회, 도산공원 앤더슨벨 (서울)
- 2019 아미의 작가, 아미미술관 (충남 당진)
- 2018 어반 서계 콜렉티브 작가의 방, 서계동 (서울)
- 2017 정민기전, 아미미술관 (충남 당진)
- 2016 에꼴 드 아미 레지던시, 아미미술관 (충남 당진)
- 2015 Starry night, 미나갤러리 (서울)
- 2014 정민기 초대전, 몽마르트르 갤러리 (부산)
- 2013 정민기 개인전, 아뜰리에 드 백튜 (프랑스 파리)
- 2011 독립운동가 초상화 특별기획전, 국립4.19민주묘지 혁명기념관 (서울)

## 그룹전
- 2023 FACE; 얼굴, 갤러리인 (서울)
- 2022 Black color, Art space H (서울)
- 2022 합류지점: 평화의 결을 찾아서, 오두산 통일전망대 (경기도 파주)
- 2022 완벽에 가까운 계획, 이응노의집 창작스튜디오 (충남 홍성)
- 2021 우리 외할머니, 을지다락 (서울)
- 2021 Nomadisam: Pre-, 벗이미술관 (경기도 용인)
- 2020 잊힌 얼굴들:대학살과 고통의 시각적 표현[깨진 링크(과거 내용 찾기)], 찰스왕센터 (미국 뉴욕)
- 2017 성수작가전-작가의 방, 오매 (서울)
- 2017 패치워크 페스티벌,다닐롭스키 이벤트 홀 (러시아 모스크바)
- 2016 세계 퀼트 100인 전, ATC홀 (일본 오사카)
- 2016 버밍엄 퀼트 페스티벌 (영국 버밍엄)
- 2016 엄마, 아들, 딸 - 아미미술관 (충남 당진)
- 2016 Red Shoes: 탐하다 혹은 지키다, 문화공간 17717 (서울)
- 2016 현대미술경향읽기 - 아미미술관 (충남 당진)
- 2015 ‘반복-Repetition’ - 북한남 갤러리 (서울)
- 2015 광복 70주년 특별전, 가슴을 뛰게 하는 태극기展 - 전쟁기념관 (서울)
- 2015 고려대학교 개교 110주년 기념 특별展-호시탐탐虎視㽑㽑展_호랑이 예술을 즐기다, 고려대학교 박물관 (서울)
- 2013 요코하마 국제 퀼트 위크, 퍼시피코 요코하마 (일본 요코하마)
- 2012  Dokkebi Hunter - 정민기展, 교토 문화박물관 (일본 쿄토)

## Collaboration
Andersson bell, Gentle monster, Goose island, G-star RAW, JUKI, Kolon FnC, PFS:, Show makers